# Athalarik
Athalarik (516 - 2 oktober 534) was koning van de Ostrogoten van 526 tot 534.
Athalarik was een kleinzoon van Theodorik de Grote, die hij na diens overlijden opvolgde. Omdat hij toen nog maar tien jaar oud was, regeerde zijn moeder Amalasuntha namens hem. Zij probeerde hem een Romeinse opvoeding te geven in de lijn van de filosoof Boëthius, maar dat stuitte op verzet van de Gotische edelen. Athalarik was geen sterke persoonlijkheid en zou al zeer jong alcoholist geweest zijn. Tijdens zijn bewind begon het uiteenvallen van het Oostgotische rijk. Desondanks kon hij nog invloed uitoefenen op de keuze van de pausen Bonifatius II en Johannes II. Hij werd als koning opgevolgd door Theodahad.
Achiulf · Alatheus · Athalarik  · Andag · Amalasuntha · Athanarik · Erarik · Ermanarik · Ildibad · Odotheus . Radegast · Safrax · Teia · Theodahad · Theodorik de Grote · Theodorik de Oudere · Thiudimir · Totila · Valamir · Videricius · Vidimir · Vithimiris · Witiges